# XM Satellite Radio
A XM Satellite Radio (XM)  é uma das duas prestadoras de serviços de rádio via satélite nos Estados Unidos e no Canadá, operado pela Sirius XM Radio. Ele oferece serviço de rádio, análoga à televisão por cabo. O serviço inclui 73 canais diferentes de música, 39 canais de notícias, esportes, entrevistas e entretenimento, 21 canais de tráfego e meteorológicos regionais e 23 canais play-by-play de esportes. Os canais XM são identificados pela Arbitron com o rótulo de "XM" (por exemplo, "XM32").
A empresa tem suas origens na formação do American Mobile Satellite Corporation (AMSC), em 1988, um consórcio de várias organizações originalmente dedicada à radiodifusão por satélite de sinais de telefone, fax e dados. Em 1992, AMSC estabeleceu uma unidade chamada American Mobile Radio Corporation para o desenvolvimento de um serviço de rádio digital via satélite; esta foi desmembrada como XM Satellite Radio Holdings, Inc. em 1999. O serviço de satélite foi lançado oficialmente em 25 de setembro, 2001.
Em 29 de julho de 2008, a XM e a ex-concorrente Sirius Satellite Radio concluída formalmente sua fusão, seguinte a aprovação do Federal Communications Commission (FCC) dos EUA, formando Sirius XM Radio, Inc. com a XM Satellite Radio, Inc. como sua subsidiária. Em 12 de novembro de 2008, a Sirius e a XM começaram a transmitir com os seus novos canais combinados. Em 13 de janeiro de 2011, a XM Satellite Radio, Inc. foi dissolvida como uma entidade separada e incorporada pela Sirius XM Radio, Inc.. Antes de sua fusão com a Sirius, a XM era a maior empresa de rádio via satélite nos Estados Unidos.

## Satélites
| Satélite | Fabricante          | Data do lançamento    | Veículo de lançamento | Estado  | Nota                           |
| -------- | ------------------- | --------------------- | --------------------- | ------- | ------------------------------ |
| XM-1     | Boeing              | 08 de maio de 2001    | Zenit-3SL             | Inativo | Também conhecido por XM Roll   |
| XM-2     | Boeing              | 18 de março de 2001   | Zenit-3SL             | Inativo | Também conhecido por XM Rock   |
| XM-3     | Boeing              | 01 de março de 2005   | Zenit-3SL             | Ativo   | Também conhecido por XM Rhythm |
| XM-4     | Boeing              | 30 de outubro de 2006 | Zenit-3SL             | Ativo   | Também conhecido por XM Blues  |
| XM-5     | Space Systems/Loral | 14 de outubro de 2010 | Proton-M/Briz-M       | Ativo   |                                |